# Droga I/43 (Czechy)
Droga I/43 (cz. Silnice I/43) – droga krajowa I kategorii w Czechach. Trasa biegnie ze stolicy Moraw – Brna – na północ do dawnego czesko-polskiego przejścia granicznego Boboszów-Dolní Lipka, gdzie łączy się z biegnącą do Kłodzka polską drogą krajową nr 33. Arteria jest elementem najkrótszego drogowego połączenia Wrocławia z Wiedniem. Składa się z dwóch odcinków: Brno – Svitavy – Bukovice oraz Červená Voda – Králíky – granica z Polską, które są połączone ze sobą poprzez drogę nr 11. Trasa na niemalże całej długości jest jednojezdniowa z kolizyjnymi skrzyżowaniami, wyjątkiem jest odcinek dwujezdniowy o długości 7,5 km w rejonie Brna.
Trasa między Brnem a Svitavami stanowi część szlaku komunikacyjnego E461.